# Avenue du Parc de Woluwe
Pour les articles homonymes, voir Avenue du Parc.
L'avenue du Parc de Woluwe (en néerlandais : Park van Woluwelaan) est une rue bruxelloise de la commune d'Auderghem qui va du rond-point du Souverain au parc de Woluwe, qu'elle traverse avant d'aboutir à l'avenue de Tervueren.
Sa longueur est d'environ 500 mètres sur le territoire d'Auderghem. Elle continue dans le parc de Woluwe sur territoire wolusanpétrusien.
La numérotation des habitations va de 9 à 33 pour le côté impair et de 8 à 86 pour le côté pair.

## Historique
Cette voie fut construite en même temps que le parc de Woluwe. Ce dernier fut achevé en 1906, raccourcissant l’avenue Henri de Brouckère.
À partir de là, le chemin passait sous un pont ferroviaire étroit pour rejoindre le boulevard du Souverain en plein aménagement. Ce vieux pont fut démoli en 1974-1975 mais  lorsqu’on créa une promenade sur la voie abandonnée on y construisit un nouveau pont en l’an 2000, pour permettre aux promeneurs de passer en sécurité au-dessus de la voie publique.
À l'origine avenue du Parc, le nom fut changé en avenue du Parc de Woluwe à partir du 1er janvier 1917, vu que des doublons existaient à Saint-Gilles et à Forest.
Les plus anciennes maisons de cette voie se situaient le long de la partie enlevée à l’avenue Henri de Brouckère. Ils ont été depuis démolis pour faire place à des petits immeubles à appartements ou à des parkings. Les belles villas de l’entre-deux-guerres (surtout années 1930) se trouvent entre l’avenue du Kouter et le parc de Woluwe.
Au no 46 de cette avenue habitait Pierre Géruzet.
Mme Saccasyn, de la Société Royale Belge d'Anthropologie et de Préhistoire a publié dans le numéro LXI du bulletin  (1950) un article fort intéressant relatif aux levées de terre de l'avenue du Parc à Woluwé, avec photographie aérienne.